# حشره‌خوار ماه‌وار
 حشره‌خوار ماه‌وار (نام علمی: Crocidura luna) نام یک گونه از سرده حشره‌خوارهای دندان‌سفید است.